# Carrer de Cervantes
El carrer de Cervantes és una via urbana del Barri Gòtic de Barcelona dedicada a l'escriptor Miguel de Cervantes Saavedra. Discorre entre la plaça de la Verònica (carrer d'Avinyó) i els carrers dels Gegants (banda de muntanya) i del Palau (banda de mar).

## Història
El 1848, i a instàncies de Francesc Camps, usufructuari de la casa de la cantonada del carrer d'Avinyó amb la plaça de la Verònica, l'arquitecte municipal Josep Mas i Vila va traçar el projecte d'un nou carrer ample i rectilini sobre el solar de l'anomenada «casa dels Gegants», una propietat municipal que donava a la Baixada de l'Ecce Homo, un carrer estret i tortuós que confrontava amb el Palau Reial Menor i travessava la muralla romana sota una volta.
El projecte es va dur a terme durant la primera meitat de la dècada següent, i una de les torres de la muralla fou enderrocada per trobar-se al bell mig del traçat. Aquesta formava part de l'anomenades «cases d'en Calvell», propietat de Josep de Fonsdevilea i de Xatmar-Huguet, marquès de la Torre, que el 1854 les vengué a l'advocat Joaquim de Mena i de Ferrer. L'any següent, aquest adquirí a l'Ajuntament de Barcelona una franja de terreny, i n'encarregà el projecte de reconstrucció a l'arquitecte Josep Casademunt. El 1881, i per a pagar unes llegítimes, el seu fill Joaquim de Mena i Pita-Boada, també advocat, va vendre la propietat al corredor reial de canvis Antoni Salvadó i Prim (1836-1888), que l'any següent va adquirir també la casa de la cantonada amb el carrer dels Gegants, que el seu pare havia venut el 1856 a Concepció Llopis.
Antoni Salvadó va morir el 1888, i l'any següent el seu marmessor va presentar el projecte d'un conjunt de tres edificis d'habitatges, obra de l'arquitecte Emili Sala i Cortès i avui dia catalogats com a bé amb elements d'interès. Segons Carreras i Candi, els treballs posaren al descobert la muralla, i s'hi trobà un fragment de marbre treballat; així mateix, sota el nivell del carrer foren trobades unes grans sitges per a magatzemar oli, compostes de paviment (opus signinum) i parets rectangulars de maons molt gruixuts.